# 樹林寺 (大田区)
樹林寺（じゅりんじ）は、東京都大田区にある日蓮宗の寺院。

## 概要
江戸時代初期、詮了院日義によって開山された。言い伝えによれば、開山前まで当寺が所在する道々橋村には寺が無かった。自力で建立しようにも資力がなかった。ただ道々橋村出身の女性が江戸城大奥の腰元になっており、彼女の協力が得られたことで寺が建立できたという。
当初は碑文谷法華寺の末寺であったが、当時の碑文谷法華寺は不受不施派だったため、幕府の不受不施派禁教令により、天台宗寺院「円融寺」になってしまったため、身延山久遠寺に本寺替となった。

## 交通アクセス
- 西馬込駅より徒歩15分。